# بيتر جونسون (لاعب كرة قدم غامبي)
بيتر جونسون (بالإنجليزية: Peter Bonu Johnson)‏ (10 مايو 1963 ببانجول في غامبيا - ) هو مدرب كرة قدم ولاعب كرة قدم غامبي في مركز الدفاع. شارك مع منتخب غامبيا لكرة القدم.

## وصلات خارجية
- بيتر جونسون على موقع قاعدة بيانات كرة القدم.إي يو (الإنجليزية)
- بيتر جونسون على موقع عالم كرة القدم.نت (الإنجليزية)